# Колібрі-інка колумбійський
Колі́брі-і́нка колумбійський (Coeligena orina) — вид серпокрильцеподібних птахів родини колібрієвих (Trochilidae). Ендемік Колумбії.

## Таксономія
Колумбійські колібрі-інки були описані як новий вид у 1953 році за голотипом, зібраним у 1951 році. У 1988 році їхній статус був перевизначений як підвид золоточеревого колібрі-інки (Coeligena bonapartei). у 2004 році колумбійські колібрі-інки були повторно відкриті на території сучасного пташиного заповідника Колібрі-дель-Соль, а подальші дослідження підтвердили його статус окремого виду. Найближчим родичем колумбійських колібрі-інків є строкатокрилі колібрі-інки.

## Опис
Довжина птаха становить 14 см, самці важать 6.9-7,2 г, самиці 6,7-7 г. У самців лоб синьо-зелений або золотисто-зелений, блискучий, решта голови і верхня частина спини оксамитово-чорні. Спина зелена з чорним відблиском, надхвістя золотисто-зелене, блискуче, хвіст зелений. Горло і груди темно-зелені з чорним відблиском, на нижній частині горла є велика кобальтово-синя пляма. Живіт і нижні покривні пера хвоста золотисто-зелені, блискучі. Дзьоб довгий, тонкий, прямий, чорний, завдовжки 35 мм. Очі темно-карі, лапи чорні.
У самиць голова і верхня частина спини зелені, пера на них мають чорнуваті кінчики, які формують лускоподібний візерунок. Надхвістя і хвіст такі ж, як у самців, однак з меншим відблиском. Горло яскраво-охристе, з боків поцятковане зеленими плямками, жтвіт золотисто-зелений, блискучий, поцяткований більш темними плямками, нижні покривні пера хвоста тьмяно-золотисто-зелені з охристими краями.

## Поширення і екологія
Колумбійські колібрі-інки відомі лише з кількох місцевостей в горах Західного хребта Колумбійських Анд. Голотип 1951 року був зібраний у Парамо-де-Фронтіно в департаменті Антіокія; там же вид був знайдений і у 2004 році. Також у 20004 році вид був знайдений в найближчому національному парку Лас-Орхідеас в горах Фаральонес-дель-Чітара, на кордоні Антіокії і Чоко. Інші спостереження були зроблені поблизу міста Хардін в Антіокії і на схилах гори Серро-Монтесума в департменті Рисаральда. 
Загалом колумбійські колібрі-інки живуть у перехідній зоні між високогірними карликовими лісами і високогірними луками парамо, а також у прилеглих вологих гірських тропічних лісах, зустрічаються переважо на висоті від 2950 до 3450 м над рівнем моря. Вони живляться нектаром різноманітних квітучих рослин, зокрема з родів Aetanthus, Bejaria, Bomarea, Cavendishia і Centropogon, а також комахами і павуками, яких збирають з рослинності або ловлять в польоті.

## Збереження
МСОП класифікує цей вид як такий, що перебуває під загрозою зникнення. За оцінками дослідників, популяція колумбійських колібрі-інків становить від 250 до 2500 дорослих птахів. Їм загрожує знищення природного середовища.